# Bønnelyches Pakhus
Bønnelyches Pakhus er en fredet bygning i Nysted på det sydlige Lolland. Bygningen er opført i 1857 som kornmagasin. I dag bliver den brugt til udstillinger.

## Historie
Bønnelyches Pakhus blev opført i 1851 af en lokal købmand ved navn Christian Bønnelyche, der brugte det som kornmagasin. Det var en del af et større gårdkompleks, og spor på bygningen viser i dag, at den har været bygget sammen med andre. Den blev opført tæt ved Clausens Pakhus, som stammer fra 1807.
I 1954 blev bygningen fredet sammen med Clausens Pakhus. I 1986 blev hele bygningen istandsat.
Fra 2010-2014 er bygningen blev kraftigt renoveret, bl.a. for at stoppe indtrængende vand. Væggene er blevet pudset og kalket, vinduerne blev tætne og jernskodderne er blevet restaureret.

## Beskrivelse
Bønnelyches Pakhus ligger i Adelgade midt i Nysted ud til en stor åben græsplæne og en branddam.
Bygningen er grundmuret og 25 fag langt. Det har et sadeltag i røde teglten. Hele bygningen er kalket gul med jernvitriol. Soklen er opført i granitsten, hvilket kan særligt kan ses på nordsiden. I begge gavle er tre store jernluger, der har givet adgang til at hejse varer op og direkte ind på de øverste lofter.
Murene er bliver tyndere jo højere de går, hvilket var en normal måde at bygge på. Der er 12 rundbuede vinduer i både stueetagen og førstesalen på den ene side og 14 på den anden. Indendørs fremstår hver etage som ét stort rum. I underetagen er gulvet belagt med grå fliser, mens det er bræddegulv på de øvrige etager.